# Finlandia-talo

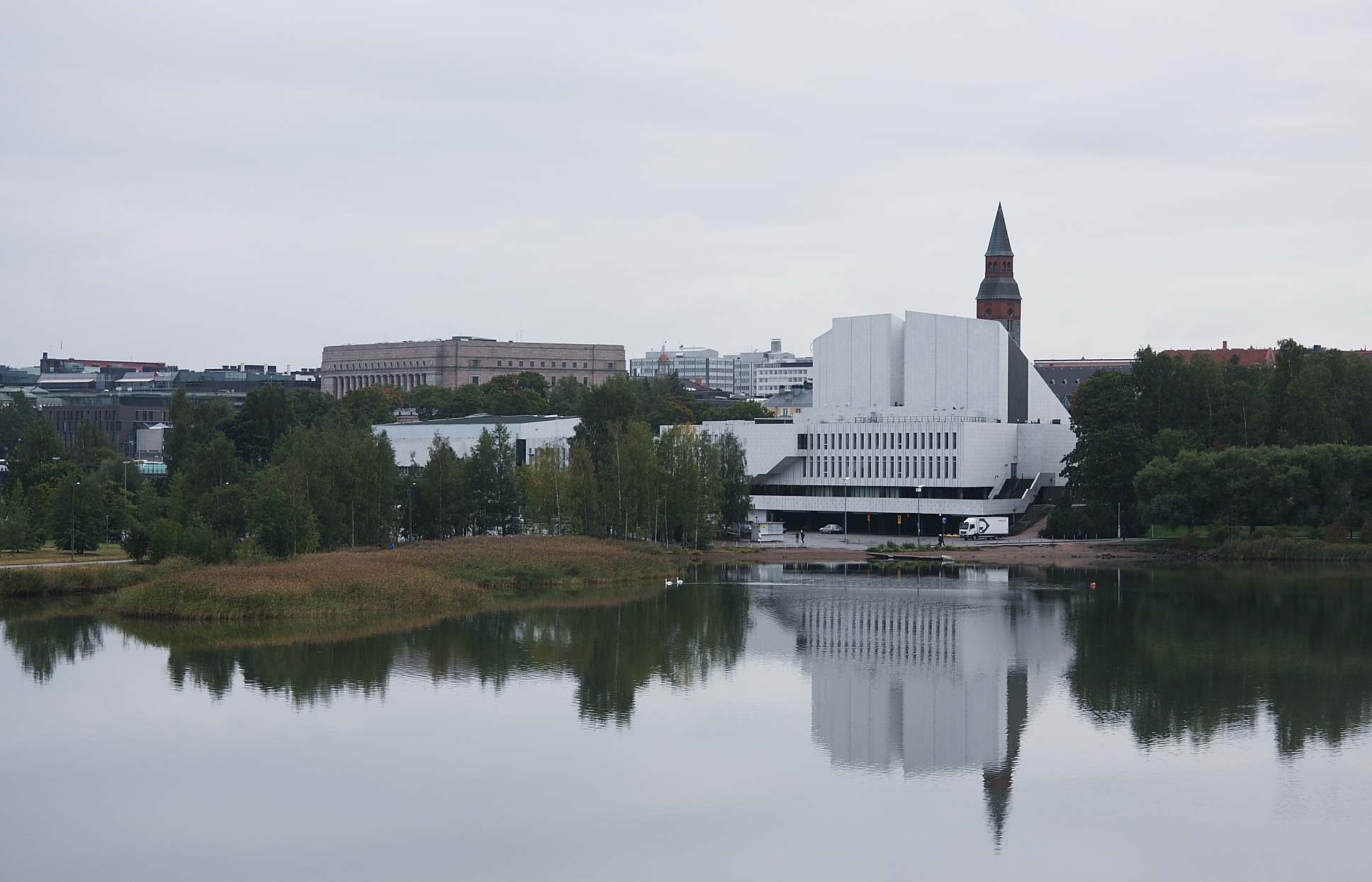
Hala Finlandia v Helsinkách ve Finsku

Finlandia-talo (doslova Hala Finlandia) je kongresové a koncertní centrum v Helsinkách, které bylo postaveno podle návrhu finského architekta Alvara Aalta.
Původně byla Hala Finlandia navržena jako součást rozsáhlého architektonického a urbanistického komplexu, nového centra Helsinek, který však nebyl nikdy realizován. Projekt počítal se zastavěním velké části zálivu Tool s velkým náměstím. První návrh byl vypracován v roce 1962. V letech 1964–1971 byl dopracován. Sál byl postaven v letech 1967–1971. Projekt na kongresové centrum začal být realizován v roce 1970; proveden byl v letech 1973–1975.

## Architektura
Finlandia-talo je koncipována jako mnohostranná kubická stavba. Výraz je expresivní, monumentální a strohý. Objem stavby tvoří šikmo seříznuté věže, které vyrůstají z mohutné horizontální podnože. Základem mohutně působící stavby je železobetonový skelet. Exteriérový obklad je vytvořen z bílého mramoru.

## Interiér
Vnitřní prostory jsou řešeny velkoryse, s velkými rozptylovými plochami. Tvar hlavního sálu vychází z rozvolnění forem a akustických požadavků. V objektu se nevyskytuje téměř žádný pravý úhel. Interiérové obklady jsou většinou stejně vytvořeny z mramoru.
Interiér i exteriér je plný symbolů a typických znaků a motivů Alvara Aalta. Bílý mramor, který Aalto použil, má pro něj souvislost se středomořskou architekturou, kterou se snažil přenést do Finska. Kombinace bílého a černého obkladu v interiéru symbolizuje finskou zimní krajinu. Všechny barvy a materiály navrhl v tlumených přírodních odstínech.